# Velký Klínovec
Velký Klínovec (1167 m) (německy Großer Käulingberg) je vrchol v hlavním hřebeni Hrubého Jeseníku severně od Pradědu. Jde o poslední vrchol Pradědské hornatiny před Červenohorským sedlem. Na severních svazích vrcholu se nachází několik sjezdovek areálu Červenohorského sedla. Turistické značené trasy vedou po obou stranách vrcholu, samotný vrchol je snadno přístupný po pěšině nebo sjezdovkách.